# Vater Morgana
Vater Morgana ist eine Filmkomödie von Till Endemann und Daniel Schwarz aus dem Jahr 2010 mit Christian Ulmen, Michael Gwisdek und Felicitas Woll in den Hauptrollen. Die movieCompany hat den Film zusammen mit Warner Bros. Film Production Germany produziert. Herausgebracht wird der Film von dem Verleih Warner Bros.

## Handlung
Lutz sitzt als kleiner Junge mit seinem Vater Walther auf einem Steg und angelt. Als Lutz überraschend einen Fisch gefangen hat und dieser ihn ins Wasser zieht, ist sein Vater jedoch spurlos verschwunden, wie so oft in der Kindheit von Lutz.
Lutz ist inzwischen erwachsen und mit seinem Leben eigentlich ziemlich zufrieden. Er arbeitet im Büro einer Sicherheitsfirma und disponiert die Einsätze seiner Kollegen. Viel lieber wäre er jedoch auch draußen mit einem Werttransporter unterwegs.
Als er seiner Freundin Annette auf der Firmenfeier des Sicherheitsdienstes einen Heiratsantrag machen will, steht allerdings plötzlich sein Vater Walther vor ihm. Dieser wohnt normalerweise in einem Altenwohnheim und unterhält die anderen Bewohner mit seinen Gesangseinlagen. Da Walther ihm in seinem Leben bis jetzt nur Probleme bereitet hat, möchte Lutz ihn so schnell wie möglich wieder loswerden. Er hat jedoch Mitleid und lässt seinen Vater bei sich übernachten.
Ein Kollege erscheint nicht zum Dienst und so springt Lutz für ihn ein und fährt als Beifahrer im Werttransporter mit. Der Werttransporter wird überfallen und der Dieb erbeutet mehrere Diamanten. Lutz erkennt den Räuber als seinen Vater, lässt ihn jedoch entkommen.
Aufgrund des merkwürdigen Ablaufs des Überfalls wird Lutz verdächtigt, mit seinem Vater zusammengearbeitet zu haben und wird daher in Untersuchungshaft genommen. Aus dieser kann er jedoch unerwartet entkommen und so begibt er sich auf die Suche nach seinem Vater. Er findet ihn in dem Altenwohnheim und erfährt, dass sein Vater an Alzheimer erkrankt ist. Dieser gibt vor, sich an nichts zu erinnern.
Walther gießt sich mit einer Gießkanne Wasser über die Hose und gibt sich anschließend sehr überrascht und lässt die anderen in dem Glauben, er sei inkontinent.
Lutz und Walther fliehen mehrfach vor der Polizei und Lutz versucht seinem Vater dabei zu helfen, sich wieder an die Einzelheiten des Überfalls und den Verbleib der Diamanten zu erinnern, da er hofft, damit seine Unschuld beweisen zu können. Dabei erzählt Walther mehrfach von einem U-Boot, das ihn abholen und nach Kuba bringen wird. Erst spät erfährt Lutz, dass sein Vater ein kleines Notizbuch hat, in dem er alle wichtigen Dinge notiert, vermutlich auch einen Hinweis auf das Versteck der Diamanten. Das Notizbuch hat Walther jedoch auf der Flucht verloren.
Lutz und Walther werden schließlich von der Polizei gefasst und Kommissar Lothar Rehberg findet das Notizbuch, behält es jedoch für sich. Als die Beweismittelunterschlagung aufzufliegen droht, versucht Lothar, das Buch zu verbrennen, was jedoch misslingt. Lothar wird daraufhin abgeführt und Lutz und Walther werden entlassen, da sie unschuldig bzw. schuldunfähig sind.
Am Ende sitzen Lutz, Walther und Annette auf dem Steg und angeln. Alle sind erstaunt, als das U-Boot tatsächlich auftaucht. Walther besteigt das U-Boot und begibt sich auf die Reise nach Kuba. Bis zum Schluss bleibt ungeklärt, ob Walther tatsächlich an Alzheimer erkrankt ist oder er die Menschen in seiner Umgebung dies nur glauben lassen will.

## Produktion
Die Dreharbeiten zu Vater Morgana gingen vom 11. August 2009 bis in den September 2009. Gedreht wurde in Hamburg, Schleswig-Holstein und Niedersachsen.
Vor Vater Morgana war 7 Zwerge – Der Wald ist nicht genug der letzte Kinofilm, den Produzent Douglas Welbat produzierte.

## Musik

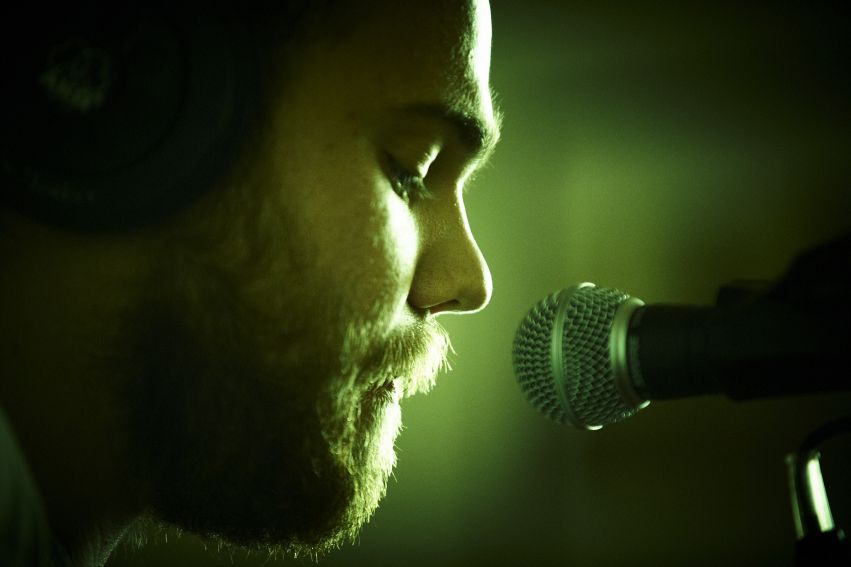
Daniel Welbat im Hafenklang Tonstudio Hamburg (2010)

Die Musik zu dem Film schuf der Hamburger Musiker Daniel Welbat, auch bekannt unter dem Pseudonym WellBad. Die Aufnahmen entstanden im Hafenklang Tonstudio zusammen mit Produzent Stephan Gade.

## Kritiken
„Regisseur und Co-Autor Till Endemann stattete seine absurde Story mit liebenswerten Figuren und ganz viel Herz aus.“

„Christian Ulmen taumelt in ‚Vater Morgana‘ sehr lustig von Debakel zu Debakel.(…) mit jeder Filmminute wird das Leben für Lutz katastrophaler und für den Zuschauer unterhaltsamer (…) dann gibt es plötzlich auch noch die ergreifenden Momente, wenn sich so etwas wie Rührung und Trauer in die Verzweiflung von Lutz mischt, angesichts der Krankheit des Vaters. Auch das ist übrigens ziemlich filmreif.“

„Leicht und locker erzählte Komödie mit sentimentalem Touch, in der Christian Ulmen und Michael Gwisdek ihre komplizierte Vater-Sohn-Beziehung in den Griff kriegen müssen. (…) Weil die Vater-Sohn-Story auch viele bewegende, ans Herz gehende Momente hat, der kriminalistische Teil (besonders das ‚Nachspielen‘ des Überfalls, um dem Vater das Erinnern zu erleichtern) viel Komik besitzt (…), dürfte die Romantikkomödie (…) ihr Publikum durchaus finden.“